# Anton Ghon
Anton Ghon (Villach, 1 de enero de 1866 – 23 de abril de 1936) fue un médico patólogo austríaco.
Obtuvo su titulación en medicina en 1890 en la Universidad de Graz, y después trabajó con Anton Weichselbaum en el Instituto de Patología en Viena por algunos años. En 1910 devino profesor de anatomía patológica en la Universidad Alemana de Praga.
Ghon fue un especialista en el campo de la bacteriología, y es recordado por su trabajo en meningitis y tuberculosis. Su apellido es origen del foco de Ghon, que es una infección primaria asociada con la tuberculosis, y también del complejo de Ghon, cuando la infección anterior implica los alrededores de los ganglios linfáticos. Su obra escrita más conocida es su tratado sobre la tuberculosis infantil titulado Der primäre Lungenherd bei der Tuberkulose der Kinder, de 1912.
También desarrolló una técnica de autopsia, en la cual los órganos son extraídos en bloques funcionalmente relacionados (cervical, torácico, abdominal y urogenital).

## Obras
- Der primäre Lungenherd bei der Tuberkulose der Kinder, (1912)

Publicaciones sobre Anton Ghon:
- "Ghon, but not forgotten, (Anton Ghon and his complex)"; WB Ober (1983).